# Louis Clesse

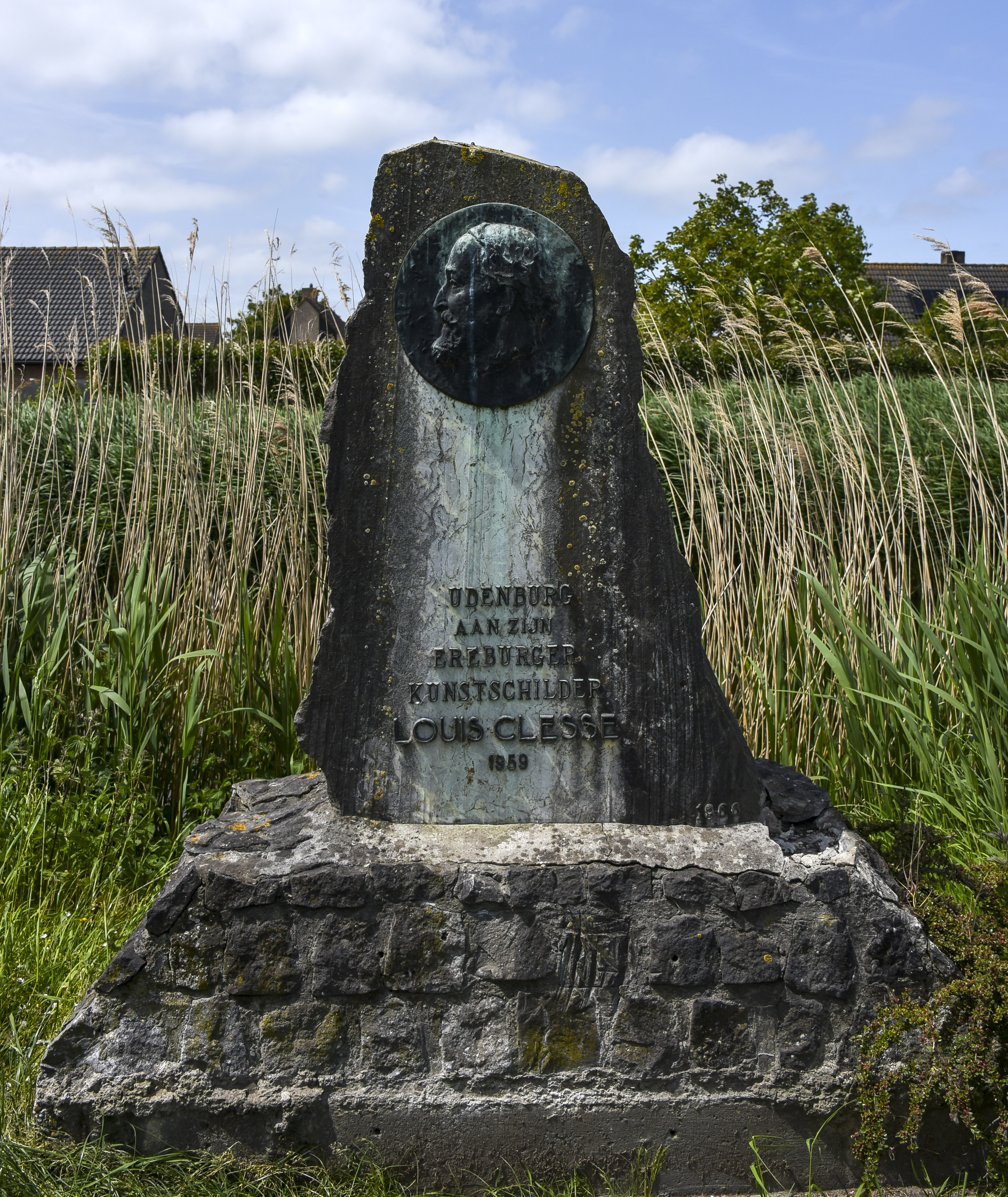
Monument voor Louis Clesse in Oudenburg

Louis Liévin Théophile Clesse (Elsene, 15 juni 1889 – aldaar, 9 februari 1961) was een Belgisch figuratief, postimpressionistisch kunstschilder, aquarellist en etser. Hij was bekend om zijn landschappen en haventaferelen.

## Persoonsgegevens

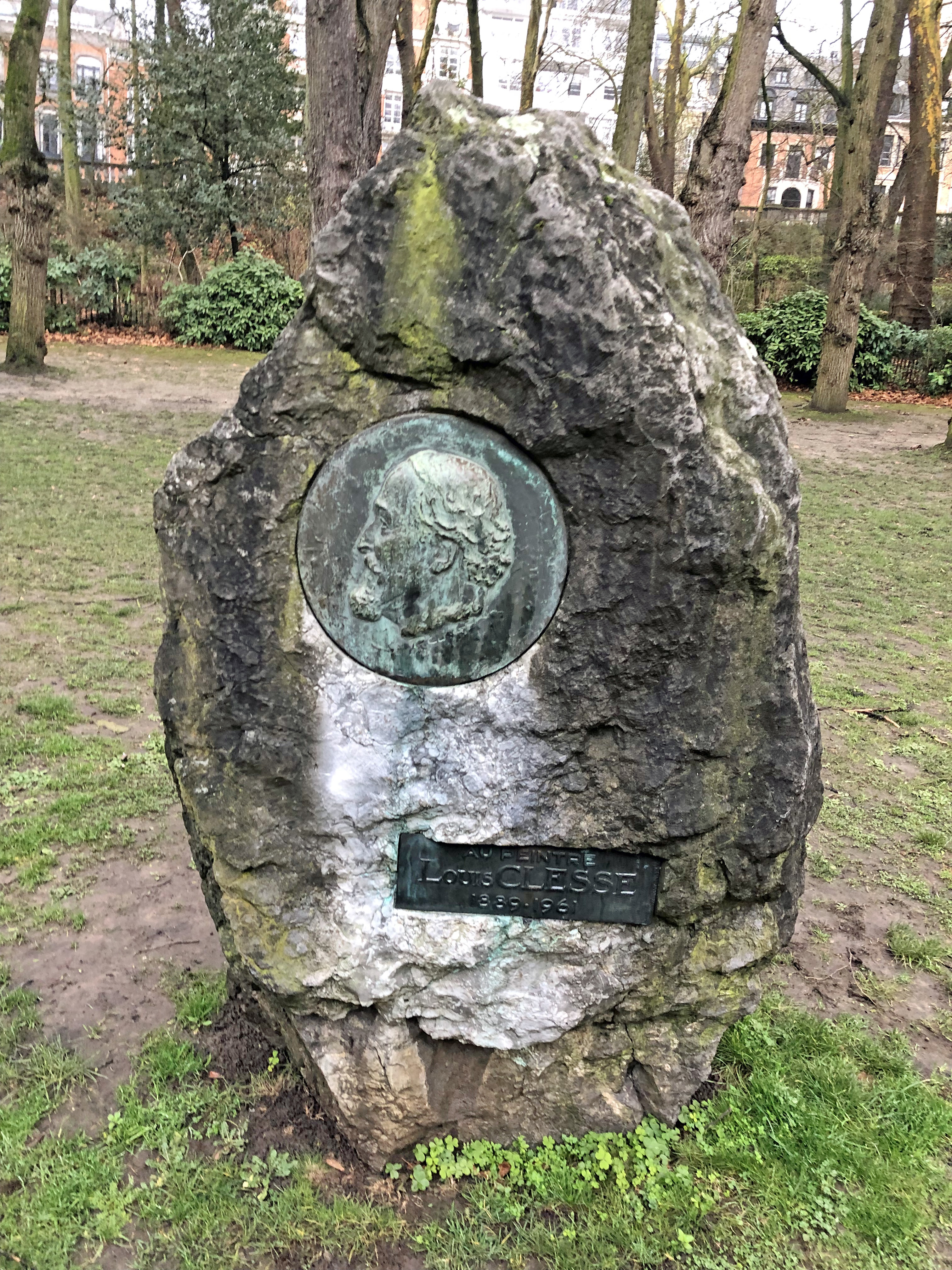
Louis Clesse in de abdij Ter Kameren

Hij was de zoon van François Auguste, behanger-garnierder en Augustine Josèphe Leduc en was het jongste kind in een gezin van acht kinderen. Clesse was gehuwd met Pauline Van de Leene, zuster van een jeugdvriend, de kunstschilder Jules Van de Leene. Hij woonde tot 1912 op de Boendaalsteenweg, dan in de Borrenstraat en vanaf 1916 in de Godecharlestraat te Brussel.

## Levensloop
Louis Clesse ontving zijn allervroegste schilderkunstige opleiding van zijn broer Theo, atelierchef in het decoratiebedrijf van Paul Hermanus te Brussel en zelf amateurschilder. Louis Clesse studeerde aan de Academie voor Schone Kunsten te Elsene. Hij bleek er een voortreffelijk leerling, die alle prijzen in de wacht sleepte. In 1904 werd hij onderscheiden met de grote regeringsmedaille.
Nadien ging hij werken bij de firma Hermanus en maakte er in opdracht veel kopieën naar schilderijen van oude meesters, bestemd voor salondecoraties.
In 1907 nam Clesse voor het eerst deel aan het Driejaarlijks Salon te Brussel en wel met een bosgezicht. Daarna was hij een zeer geregeld deelnemer aan talloze binnen- en buitenlandse tentoonstellingen van werk van levende meesters.
Het individueel exposeren was in die tijd nog een relatief jong fenomeen, waaraan Clesse echter ten volle deelnam. Zijn hele leven lang organiseerde Clesse talloze individuele exposities in diverse galerijen te Brussel, Antwerpen en in provinciesteden.
Hij werkte heel frequent in de omgeving van Oudergem, waar de bossen en de vijvers hem bleven inspireren. Ook de streek rond Beersel en de Zenne-oevers trokken Clesse sterk aan. Clesse had een bescheiden optrekje te Verrewinkel, van waaruit hij in de streek rayoneerde. Van 1928 tot 1932 had hij daarnaast nog een vast verblijf te Petit Fort Philippe nabij Grevelingen, van waaruit hij de Noord-Franse kust verkende en in beeld bracht. Sedert de jaren ’30 had hij een verblijf te Oudenburg en hij ging in de streek werken: het Vlaamse platteland, kanaalgezichten afgezet met schuingewaaide bomerijen, pittoreske haventafereeltjes uit Oostende, Nieuwpoort en Zeebrugge… Ook Brugge boeide hem zeer.
Clesse was sedert 1910 lid van de Cercle Artistique et littéraire de Bruxelles; hij was lid van de aankoopcommissie van het Museum te Elsene, van de commissie van de École des Arts Industriels et des Beaux-Arts Hij was stichtend lid van de Association des Artistes Professionels de Belgique en stichtend lid en vicevoorzitter van de Cercle d’Art d’Ixelles.
Hij is begraven in Elsene met op zijn graf een gebeeldhouwd portret door René Cliquet (1899-1977)

## Oeuvre en stijl
Clesse is vooral bekend geworden en gebleven als schilder van landschappen en havengezichten, al beoefende hij ook wel het stilleven en het portret. Als fervent jager vond Clesse ook een bron van inspiratie in dood wild en gevogelte: geregeld schilderde hij stillevens met gevogelte.
Clesses stijl is een geslaagde combinatie van realisme en impressionisme, sterk beïnvloed door Emile Claus, Franz Courtens en Isidore Verheyden. Het is een kunst die getuigt van een grote liefde voor het land, met aandacht voor licht, kleur, sfeer, dit alles vertaald in olie met opmerkelijke vakkundigheid en zin voor vormgeving.
Clesse werkte systematisch in open lucht, zelfs op relatief grote formaten; maar daarnaast leverde hij ook nog heel wat atelierstukken, doorgaans herwerkingen van openluchtschetsen.

## Trivia
- Hij verzorgde de illustraties voor het boek "Helden en martelaren 1940-45. De gefusiljeerden" (Uitg. J. Rozez, Brussel, 1946).
- Nog tijdens zijn leven, in 1939, gaf de gemeente Oudergem een straat de naam van de kunstenaar. Hij woonde er nooit maar kwam wel regelmatig schilderen in de buurt van het Rooklooster.
- In 1959 werd Clesse ereburger van Oudenburg. Er werd later ook een monument voor hem onthuld in Oudenburg.

## Tentoonstellingen
- 1966, Antwerpen, Galerie Campo, Louis Clesse (1889-1961), (12-22/3), 88 werken
- 1973, Oudergem, Kultureel Centrum, Retrospectieve van de kunstschilder Louis Clesse 1889-1961

## Musea
- Antwerpen, Kon. Museum voor Schone Kunsten
- Algiers
- Brussel, Kon. Museum voor Schone Kunsten
- Brussel, Museum van de Dynastie
- Brussel, Stedelijk Museum en Prentenkabinet
- Charleroi
- Elsene, Museum voor Schone Kunsten
- Kairo
- Kaunas
- Oostende, Mu.ZEE (Kunstmuseum aan Zee)
- Oudenburg, Stedelijke verzameling
- Oudergem, Gemeentel. verzameling
- Reims
- Rio de Janeiro
- San Francisco
- Schaarbeek/Brussel, Gemeentelijke verzameling
- Tallinn
- Tokio
- Sint-Joost-ten-Node/Brussel, Charliermuseum
- Koninklijke Verzameling te Brussel
- Verzameling Provincie Brabant
- Annunciatuur te Brussel
- Verzameling Belgische Staat

- Bibliothèque nationale de France: cb149717377 (data)
- Gemeinsame Normdatei: 174195427
- International Standard Name Identifier: 0000 0000 6661 8779
- RKD-Nederlands Instituut voor Kunstgeschiedenis: 17238
- Union List of Artist Names: 500041375
- Virtual International Authority File: 37189876
- WorldCat: E39PBJvxrj6pVgx7yBgmY4RYfq